# Fenetilamină
Fenetilamina este un compus organic monoaminic care acționează ca stimulant al sistemului nervos central la oameni. La acest nivel, reglează neurotransmiterea monoaminelor prin legarea de receptorul TAAR1 și prin inhibarea transportorului vezicular pentru monoamine de tipul 2 (VMAT2) din neuroni. Într-un anumit procent restrâns, acționează și ca neurotransmițător la nivelul sistemului nervos central uman. La mamifere, biosinteza fenetilaminei are loc de la aminoacidul L-fenilalanină, fiind necesară prezența decarboxilazei L-acizilor aromatici, o enzimă care induce un proces de decarboxilare enzimatică. Este prezentă în multe organisme și chiar și în alimente (precum ciocolata).